# 卡普斯坦岩
64°57′S 63°26′W / 64.950°S 63.433°W
卡普斯坦岩（Capstan Rocks），是南極洲的岩石，位於葛拉漢地的丹科海岸，處於博布島以南2公里，是傑拉許海峽的南部入口處，在1950年由阿根廷繪入地圖，現時由南極條約體系管理。